# حسين علي رضا
حسين علي رضا (مواليد 27 أغسطس 1993) هو مجدف سعودي. شارك في الألعاب الأولمبية الصيفية 2020.